# Lijst van voetbalinterlands Azerbeidzjan - Faeröer (vrouwen)
Deze lijst van voetbalinterlands is een overzicht van alle officiële voetbalinterlands tussen de nationale vrouwenteams van Azerbeidzjan en Faeröer. De landen hebben tot nu toe twee keer tegen elkaar gespeeld.

## Wedstrijden
| № | Plaats   | Datum           | Competitie                          | Wedstrijd              | Uitslag |
| - | -------- | --------------- | ----------------------------------- | ---------------------- | ------- |
| 1 | Klaksvík | 27 oktober 2023 | UEFA Women's Nations League 2023/24 | Faeröer − Azerbeidzjan | 1 − 2   |
| 2 | Bakoe    | 5 december 2023 | UEFA Women's Nations League 2023/24 | Azerbeidzjan − Faeröer | 1 − 0   |

## Samenvatting
| Competitie                  | Totaal gespeeld | Winst Azerbeidzjan | Gelijk | Winst Faeröer | Doelsaldo Azerbeidzjan – Faeröer |
| --------------------------- | --------------- | ------------------ | ------ | ------------- | -------------------------------- |
| UEFA Women's Nations League | 2               | 2                  | 0      | 0             | 3 − 1                            |
| Totaal                      | 2               | 2                  | 0      | 0             | 3 − 1                            |